# Herzog von Fernán Núñez

Wappen der Herzöge von Fernán Núñez

Herzog von Fernán Núñez ist ein spanischer Adelstitel, der – bezogen auf Fernán Núñez in der Provinz Córdoba – am 23. August 1817 von König Ferdinand VII. an Carlos Gutiérrez de los Ríos, dem 7.
Grafen Fernán Núñez, verliehen wurde.
Der Herzogstitel entsprach einer Erhebung des vorherigen Grafentitels. Der Titel Graf von Fernán Núñez war erstmals am 16. April 1639  von Philipp IV. verliehen worden. Seit dem 23. Dezember 1728 zählten die Inhaber des Adelstitel auch zu den Granden Spaniens.

## Grafen von Fernán Nuñez
- Alonso Estacio Gutiérrez de los Ríos y Angulo, 1. Graf von Fernán Núñez
- Ana Antonia de los Ríos Quesada, 2. Graf von Fernán Núñez
- Francisco Gutiérrez de los Ríos (1644–1717), 3. Graf von Fernán Núñez
- Pedro José Gutiérrez de los Ríos y Zapata (1717–1734), 4. Graf von Fernán Núñez
- José Diego Gutiérrez de los Ríos y Zapata, 5. Graf von Fernán Núñez
- Carlos José Gutiérrez de los Ríos (1742–1795), 6. Graf von Fernán Núñez
- Carlos José Gutiérrez de los Ríos y Sarmiento de Sotomayor (1779–1822), 7. Graf von Fernán Núñez

## Herzöge von Fernán Núñez
- Carlos Gutiérrez de los Ríos (1779–1827), 1. Herzog von Fernán Núñez
- Francisca de Asis Gutierrez de los Rios y Solís, 2. Herzogin von Fernán Núñez.
- María del Pilar Loreto Francisca Magdalena Carlota Vicenta Osorio y Gutiérrez de los Ríos, 3. Herzogin von Fernán Núñez; ⚭ 1852
- Manuel Falcó d´Adda y Valcárcel, 3. Herzog von Fernán Núñez
- Manuel Falcó Osorio de Adda y Gutiérrez de los Ríos (1856–1927), 4. Herzog von Fernán Núñez
- Manuel Falcó y Álvarez de Toledo, 5. Herzog von Fernán Núñez
- Manuel Falcó y de Anchorena, 6.  Herzog von Fernán Núñez